# ايفان تومسون
ايفان تومسون (بالفرنسية: Evan Thompson)‏ (و. 1962  م) هو فيلسوف، وأستاذ جامعي كندي.